# Grand-duc des Philippines
Ketupa philippensis
Espèce
Synonymes
- Pseudoptynx philippensis Kaup, 1851
(protonyme)

Synonymes
- Bubo philippensis

Statut de conservation UICN

 VU A2c+3c+4c;C2a(i) : Vulnérable
Statut CITES
Le Grand-duc des Philippines (Ketupa philippensis, anciennement Bubo philippensis) est une espèce d'oiseaux de la famille des Strigidae.

## Répartition
Cette espèce est endémique des Philippines.

## Sous-espèces
D'après la classification de référence (version 14.1, 2024) de l'Union internationale des ornithologues, le Grand-duc des Philippines possède 2 sous-espèces (ordre philogénique) :
- Ketupa philippensis philippensis (Latham, 1790) ;
- Ketupa philippensis mindanensis (Ogilvie-Grant, 1906).